# Kościół Niepokalanego Poczęcia Najświętszej Maryi Panny w Gorzowie Wielkopolskim
Kościół pw. Niepokalanego Poczęcia Najświętszej Maryi Panny w Gorzowie Wielkopolskim – kościół rzymskokatolicki, należący do parafii pw. Niepokalanego Poczęcia Najświętszej Maryi Panny w Gorzowie Wielkopolskim, dekanatu Gorzów Wielkopolski – Katedra, diecezji zielonogórsko-gorzowskiej, metropolii szczecińsko-kamieńskiej, zlokalizowany w Gorzowie Wielkopolskim, w województwie lubuskim, mieszczący się przy ulicy Mieszka I.

## Historia
Świątynia została zbudowana w 1895 w ciągu zabudowy mieszkalnej ulicy Mieszka I, jako kaplica dla katolików. Elewacja frontowa kaplicy uzyskała formy dostosowane do charakteru zabudowy mieszkalnej ulicy. Została zbudowana w stylu neogotyckim.

## Architektura
Świątynia zbudowana jest z cegły klinkierowej barwy żółtej. Obramowania portalu i okien posiadają otynkowanie. Strop wykonany z drewna, jest otynkowany i posiada formę łamaną, jest dostosowany do kształtu więźby dachowej, posiada wzmocnienie w postaci metalowych ściągów. Boczne części stropu są podparte metalowymi, ażurowymi konsolami. Więźba dachowa wykonana z drewna. Dach jest płaski i pokryty papą. Podłoga wykonana z desek. Schody na emporę wykonane z drewna. Stolarka drzwi wykonana z desek i płycin. W oknach są umieszczone drewniane ramiaki i podziały witrażowe. Świątynia została zbudowana na planie prostokąta z kruchtą na planie kwadratu przy fasadzie południowej.
Bryła kościoła jest niewielka, niska, wtopiona w zabudowę mieszkalną. Elewacja posiada trzy osie. Na osi głównej ujętej pilastrami umieszczony jest ostrołukowy portal, a nad nim rozeta. Nad rozetą jest umieszczony mur kurtynowy, który zasłania dach. W osiach bocznych, ujętych w narożach pilastrami, są umieszczone ostrołukowe pojedyncze okna. Nad nimi pod gzymsem kończącym jest umieszczony arkadowy fryz. W murze kurtynowym są umieszczone blendy z ostrymi łukami. Cała elewacja jest zwieńczona gzymsem kończącym. Nad częścią centralną jest umieszczony trójkątny tympanon ujęty przez sterczyny stanowiące przedłużenie pilastrów. Podobne sterczyny umieszczone są po obu stronach elewacji. Szczyt tympanonu jest zwieńczony sterczyną i krzyżem. Fasada południowa jest podzielona płaskimi pilastrami na sześć pól, w których mieszczą się szerokie okna o strych łukach, w polu narożnym przy elewacji - blenda. Fasada jest zakończona arkadowym fryzem. Na osi trzeciego okna od zachodu dobudowana została po 1945 niewielka kruchta. Fasada wschodnia zasłonięta jest budynkiem probostwa, elewacja północna - kamienicą mieszkalną.

## Wnętrze i wyposażenie
Wnętrze świątyni posiada jedną przestrzeń z płytką blendą o ostrych łukach na ścianie zachodniej.
Wyposażenie powojenne, oprócz neogotyckiej empory organowej, której część główna ozdobiona jest blendami o ostrych łukach, pomalowana na barwę niebieską i białą. Dekoracyjnymi elementami z czasów budowy świątyni są także wsporniki sufitu z ażurowym motywem czterech liści.